# Vadim Salmanov
Vadim Nikolaevitj Salmanov (russisk: Вади́м Никола́евич Салма́нов, tr. Vadím Nikoláevitj Salmánov; født 4 november 1912 i Sankt Petersborg, Det Russiske Kejserrige, død 27 februar 1978 i Leningrad, Sovjetunionen) var en russisk komponist og lærer.
Salmanov er nok mest kendt for sine symfonier, især nr. to. Han studerede oprindelig geologi, men skiftede i 1935 spor, og søgte ind på Leningrad Musikkonservatorium, for at studere komposition.
Han skrev sine fire symfonier og dedikerede to af dem til den russiske dirigent Jevgenij Mravinskij (russisk: Мравинский, Евгений Александрович), som indspillede dem alle.
Salmanov har også skrevet orkesterværker, to violinkoncerter, seks strygerkvartetter etc.

## Udvalgte værker
- Symfoni nr. 1 (1952) - for orkester
- Symfoni nr. 2 (1959) - for orkester
- Symfoni nr. 3 (1963) - for orkester
- Symfoni nr. 4 (1976) - for orkester
- 6 Strygekvartetter (1945, 1958, 1961, 1963, 1968, 1971)
- 2 Violinkoncerter (1964, 1974) - for violin og orkester
- 2 Sonater (1945, 1962) - for violin og klaver
- Sonate (1963) - for cello og klaver